# Julian Pauncefote, 1. Baron Pauncefote

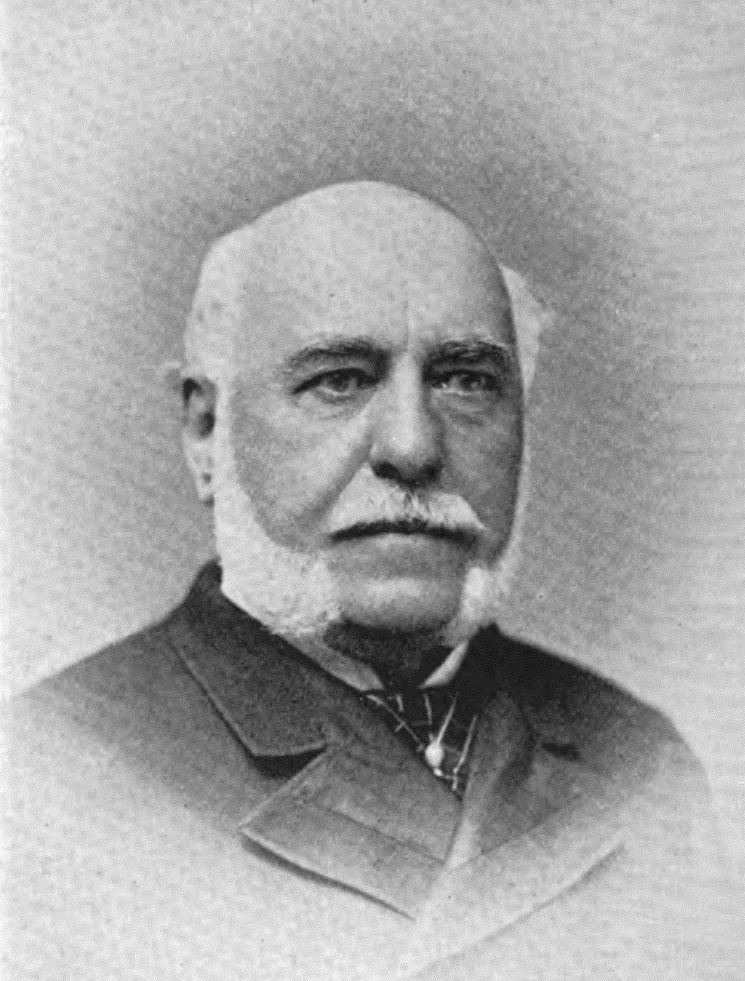
Sir Julian Pauncefote

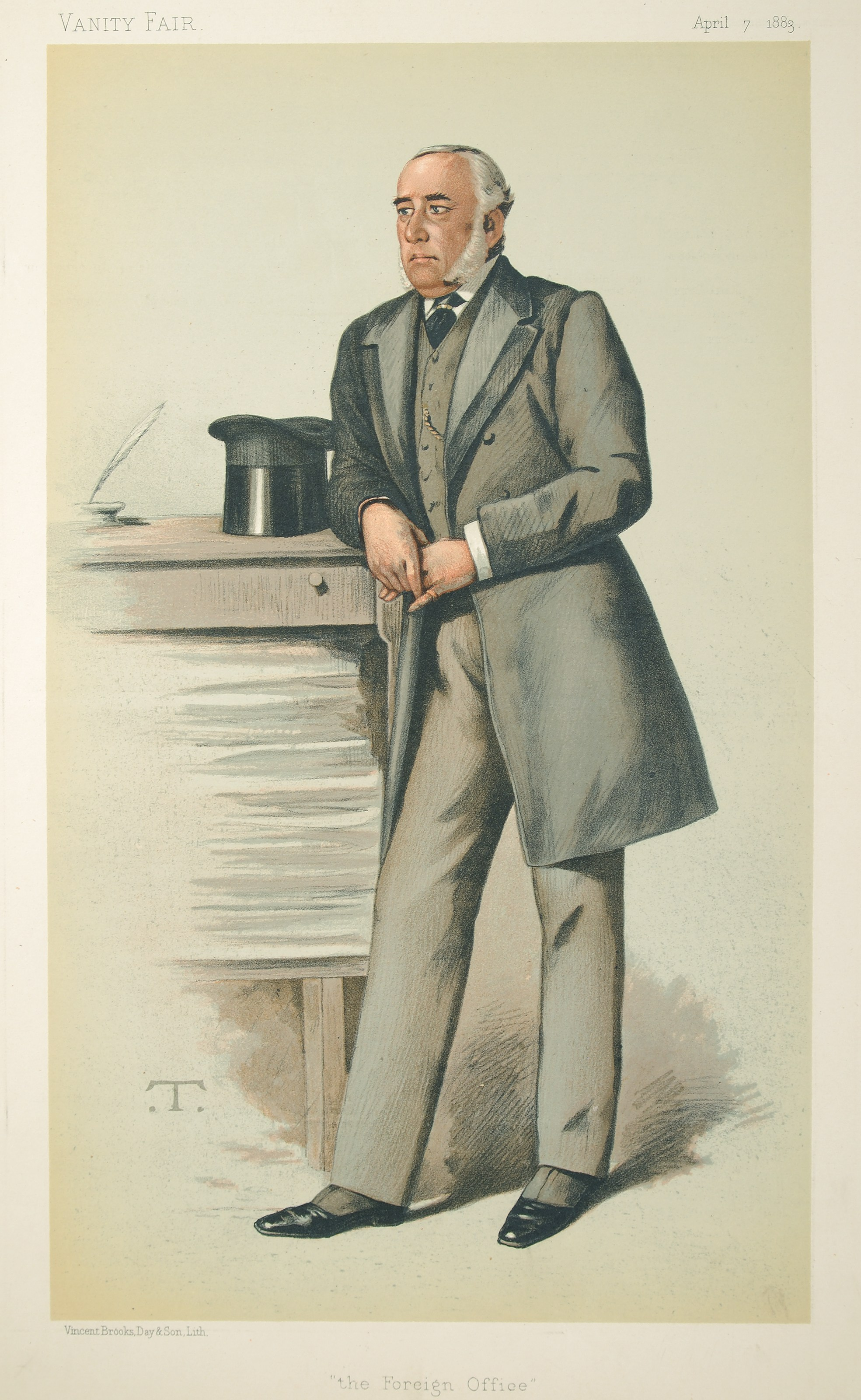
Sir Julian Pauncefote (Karikatur von Théobald Chartran in der Zeitschrift Vanity Fair vom 7. April 1883).

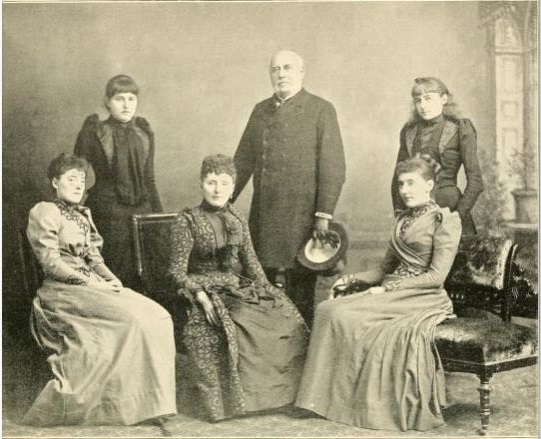
Sir Julian Pauncefote mit seiner Ehefrau Selina Fitzgerald Cubitt und den vier Töchtern (1895).

Julian Pauncefote, 1. Baron Pauncefote, GCB, GCMG, Kt, PC (* 13. September 1828 in München, Königreich Bayern; † 24. Mai 1902 in Washington, D.C.) war ein britischer Jurist, Diplomat und Politiker. Er war unter anderem zwischen 1882 und 1889 als Ständiger Unterstaatssekretär (Permanent Under-Secretary for Foreign Affairs) höchster Beamter im Außenministerium, ferner von 1889 Gesandter beziehungsweise seit 1893 bis zu seinem Tod 1902 Botschafter des Vereinigten Königreichs in den Vereinigten Staaten und unterzeichnete in dieser Funktion am 18. November 1901 gemeinsam mit US-Außenminister John Hay den Hay-Pauncefote-Vertrag über den Bau und die Verwaltung des Panama-Kanals. 1899 wurde er als erblicher Baron Pauncefote Mitglied des House of Lords.

## Leben
Julian Pauncefote war das jüngste von fünf Kindern von Robert Pauncefote (1788–1843) und dessen Ehefrau Emma Smith (1783–1853). Seine Schwester Clara Pauncefote (1816–1884) war seit 1842 mit Admiral William Garnock Popham († 1864) verheiratet, während seine Schwester Matilda Theodora Pauncefote (1821–1885) 1842 den deutschen Gutsbesitzer und Politiker Carl Lachmann (1814–1882) heiratete, der 1863 als Freiherr von Lachmann-Falkenau geadelt wurde. Er selbst nahm nach einem Studium der Rechtswissenschaften und seiner Zulassung als Barrister 1852 für mehrere Jahre eine anwaltliche Tätigkeit auf. Er trat später in den kolonialen Verwaltungsdienst (Colonial Administrative Service) ein und war zwischen 1866 und 1873 erst Generalstaatsanwalt (Attorney General) der Kronkolonie Hongkong. Er wurde im Zuge der New Year Honours am 1. Januar 1874 als Knight Bachelor (Kt) geadelt, so dass er fortan das Prädikat „Sir“ führte, und war 1874 als Chief Justice Oberster Richter der Leeward Islands. Nach seiner Rückkehr fungierte er zwischen 1874 und 1876 als Assistierender Unterstaatssekretär im Kolonialministerium (Assistant Under-Secretary of State for the Colonies).
1876 wechselte Pauncefote ins Außenministerium und war dort zwischen 1876 und 1882 ebenfalls Assistierender Unterstaatssekretär (Assistant Under-Secretary of State for Foreign Affairs). Während dieser Zeit wurde er am 22. Dezember 1879 als Knight Commander des Order of St Michael and St George (KCMG) sowie zudem 1880 als Companion des Order of the Bath (CB) ausgezeichnet. Im Anschluss übernahm er 1882 von Charles Abbott, 3. Baron Tenterden, den Posten als Ständiger Unterstaatssekretär im Außenministerium (Permanent Under-Secretary for Foreign Affairs). Er war damit der ranghöchste Beamte des Außenministeriums und bekleidete dieses Amt bis 1889, woraufhin Sir William Strang ihn ablöste. Während dieser Zeit wurde er am 1. Dezember 1885 zum Knight Grand Cross des Order of St Michael and St George und im Rahmen der Birthday Honours am 2. Juni 1888 zudem zum Knight Commander des Order of the Bath (KCB) erhoben.
1889 wurde Sir Julian Pauncefote zum Gesandter des Vereinigten Königreichs in den Vereinigten Staaten ernannt und übergab dort seine Akkreditierung als Nachfolger von Lionel Sackville-West, 2. Baron Sackville. Nach der Aufwertung der bisherigen Gesandtschaft wurde er 1893 erster Botschafter in den USA und bekleidete dieses Amt bis zu seinem Tod 1902, woraufhin Sir Michael Henry Herbert seine dortige Nachfolge antrat. Im Rahmen der Birthday Honours wurde er am 25. Mai 1892 auch zum Knight Grand Cross des Order of the Bath (GCB) erhoben. Darüber hinaus wurde er 1894 auch Mitglied des Privy Council (PC). Am 22. August 1899 wurde ihm in der Peerage of the United Kingdom der erbliche Titel Baron Pauncefote, of Preston in the County of Gloucester, verliehen, wodurch er auf Lebenszeit Mitglied des House of Lords wurde. Pauncefote, dem die Harvard University sowie die Columbia University jeweils einen Ehren-Doktor der Rechte (Honorary LL.D.) verliehen, unterzeichnete als Botschafter in den Vereinigten Staaten am 18. November 1901 gemeinsam mit US-Außenminister John Hay den Hay-Pauncefote-Vertrag über den Bau und die Verwaltung des Panama-Kanals.
Julian Pauncefote heiratete am 14. September 1859 Selina Fitzgerald Cubitt, deren Vater William Cubitt (1790–1841) als Major in der Britisch-Indischen Armee diente, und deren Bruder Colonel William George Cubitt (1835–1903) mit dem Victoria-Kreuz (VC) ausgezeichnet wurde. Aus dieser Ehe gingen der Sohn Reginald Pauncefote sowie die vier Töchter Violet Sybil Pauncefote, Audrey Olivia Pauncefote, Selina Maud Pauncefote und Lilian Pauncefote hervor. Seine jüngste Tochter Lilian Pauncefote (1875–1963) war die Ehefrau des Kolonialbeamten Sir Robert Bromley, 6. Baronet (1874–1906). Da sein einziger Sohn bereits in jungen Jahren und er selbst somit ohne männlichen Nachkommen verstarb, erlosch mit seinem Tod am 24. Mai 1902 der Titel des Baron Pauncefote.

## Veröffentlichungen
- Behring Sea correspondence, April 20–June 27, 1891. I including modus vivendi, signed June 15, 1891, Mitautoren Alvey Augustus Adee, James G. Blaine und William F. Wharton, London 1891
- Arbitration with Great Britain, Mitautor Richard Olney, 1897

## Hintergrundliteratur
- Robert Balmain Mowat: The life of Lord Pauncefote, first ambassador to the United States, Constable & Co. Ltd., London 1929